# Sant Andreu de Bigaranes
Sant Andreu de Bigaranes és el nom d'una antiga església parroquial del terme de Santa Maria la Mar, a la comarca del Rosselló (Catalunya Nord).
Estava situada al nord-oest del nucli de població de Santa Maria la Mar. Actualment el seu lloc és ocupat per camps de conreu.